# Nicolás Granada
Nicolás Eusebio Granada (Montevideo, 1795 - San Isidro, 1871) fue un militar argentino, combatiente de las guerras contra los indígenas del sur de la provincia de Buenos Aires y destacado partidario del gobernador Rosas durante las guerras civiles argentinas.

## Inicios
Nació en Montevideo, hijo de un oficial español del Virreinato del Río de la Plata, y estudió en una academia militar en España. Regresó a Montevideo en 1807, participando en la lucha contra las invasiones inglesas.
En 1810 formaba parte de la guarnición de Montevideo, y luchó del lado de los realistas contra los ejércitos de la Revolución de Mayo. Participó en la defensa de la ciudad contra los dos sitios a que la sometieron los gobiernos independentistas, y cayó prisionero cuando la ciudad fue tomada por éstos en mayo de 1815.
Se incorporó al ejército patriota, pero permaneció algún tiempo en la ciudad, para después pasar a Buenos Aires. Participó en varias de las campañas del Directorio contra los federales de la provincia de Santa Fe. En 1820 peleó en las batallas de Cepeda y de Cañada de la Cruz.
En 1823 participó en la campaña del gobernador Martín Rodríguez hacia el sur, y participó en la fundación del Fuerte Independencia, base de la actual ciudad de Tandil. Prestó servicios en la frontera a órdenes de Federico Rauch, con el que hizo varias campañas contra los indios, y después con el coronel Ángel Pacheco.
Después de la revolución de diciembre de 1828 se pasó a las fuerzas del general unitario Juan Lavalle, luchando a su favor en las batallas de Navarro y Las Palmitas, en esta última a órdenes del coronel Isidoro Suárez. También dirigió una división en la batalla de Puente de Márquez. Después de la caída del gobierno de Lavalle, permaneció en las fuerzas de la provincia, ahora al mando de Juan Manuel de Rosas.

## La época de Rosas
Por muchos años más prestó servicios en la frontera con el indio y participó en la campaña al desierto de 1833. Al año siguiente fue ascendido al grado de coronel.
En 1839, al estallar la revolución de los Libres del Sur, éstos contaban con que Granada se les uniera con su regimiento; pero Granada se presentó con sus tropas al coronel Prudencio Rosas. Cuando este le insinuó que no confiaba en él, se quitó las charreteras y tomó un fusil para pelear como soldado raso, hasta que el hermano del gobernador lo convenció de que tomara el mando de su regimiento. Peleó en la batalla de Chascomús, y fue su división la que decidió la victoria.
Volvió a la frontera, donde los indios "pampas" de Calfucurá aprovechaban la guerra civil para atacar, y los venció en una difícil batalla en Tapalqué; después de esto, los pampas del sur no volvieron a molestar al gobierno provincial durante el resto del gobierno de Rosas.
Al año siguiente, también Lavalle esperó que Granada se les pasara durante su invasión, pero este se unió a las fuerzas de Pacheco. Siguió a este en su campaña al interior y combatió a sus órdenes en las batallas de Quebracho Herrado, San Cala y Rodeo del Medio.
De regreso, se unió al general Manuel Oribe contra el gobernador santafesino Juan Pablo López, que se había pasado de bando. Combatió también en la batalla de Arroyo Grande y participó en el sitio de Montevideo. Hizo algunas de las campañas en el interior del Uruguay, a órdenes del gobernador entrerriano Urquiza. Permaneció un tiempo en Entre Ríos, como jefe de la guarnición de la ciudad de Paraná.
En 1852 se negó a adherirse al Pronunciamiento de Urquiza y se trasladó con sus tropas a Buenos Aires. Peleó del lado de Rosas en la batalla de Caseros.

## Los últimos años
Por unos meses prestó servicios en la frontera sur, pero a mediados de ese año estaba en Buenos Aires y apoyó la Revolución del 11 de septiembre de 1852. A pesar de sus antecedentes, no se unió al general Hilario Lagos en su reacción contra los unitarios, y permaneció en la ciudad, alejado del ejército.
A fines de 1853 regresó a la frontera sur y participó de algunas de las desastrosas campañas contra los indios de esa década. Sin embargo, en 1858 venció a Calfucurá en Pigüé, una de las pocas victorias en territorio tan lejos de la frontera y dentro de territorio indígena.
El gobernador Valentín Alsina pidió su ascenso a general, pero los antiguos colaboradores de Lavalle lo vetaron por sus antecedentes rosistas. Por eso se retiró del ejército poco antes de la batalla de Cepeda y se instaló en San Isidro (Buenos Aires). En 1865 fue nombrado inspector militar de todo el norte de la provincia; fundó colonias agrícolas en los partidos de Nueve de Julio y Veinticinco de Mayo. Se retiró definitivamente hacia 1867.
Murió en abril de 1871 en San Isidro, víctima de la epidemia de fiebre amarilla.